# شهرستان پینگیو
شهرستان پینگیو (به لاتین: Pingyu County) یک منطقهٔ مسکونی در چین است که در ژومادیان واقع شده‌است.